# Sonate K. 43
Pour les articles homonymes, voir K43.
La sonate K. 43 (F.1/L.40) en sol mineur est une œuvre pour clavier du compositeur italien Domenico Scarlatti.

## Présentation
La sonate K. 43 en sol mineur, qui ouvre le plus ancien manuscrit de Venise, est notée Allegro assai, mais Allegrissimo dans celui de Parme. Elle fait partie de la première manière de Scarlatti, mais comme les suivantes (K. 44 à 48), elle présente le caractère « flamboyant » qui caractérise bon nombre des 200 premières sonates : leur style est plus vivant, leurs thèmes plus contrastés et leurs rythmes sont nouveaux et d'inspiration espagnole. Dans cette sonate le compositeur fait usage de fusées de gammes rapides (comme dans la K. 47). Dans le manuscrit de Parme, la sonate forme une paire avec la K. 121, de même tonalité.

## Manuscrits
Le manuscrit principal est le premier numéro du volume XIV de Venise (1742), copié pour Maria Barbara ; l'autre est Parme III 7 (Ms. A. G. 31408). La sonate figure à Londres, manuscrit Worgan, Add. ms. 31553 ; et à Saragosse, source 3, ms. B-2 Ms. 32, fos 89v-91r, no 45 (1751–1752).

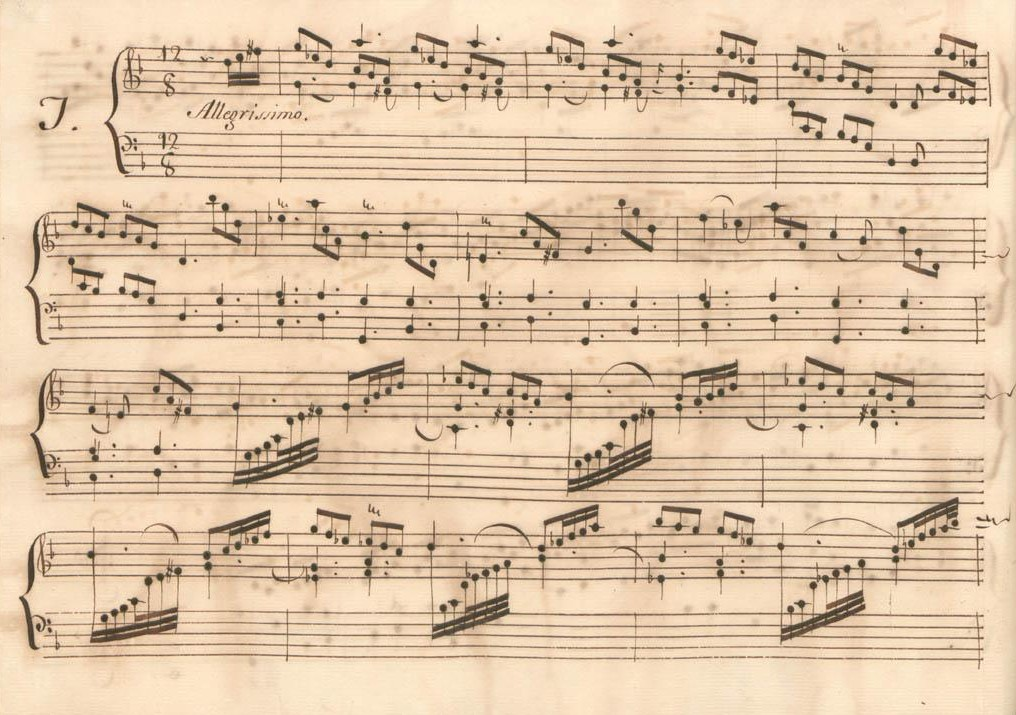
Parme III 7.
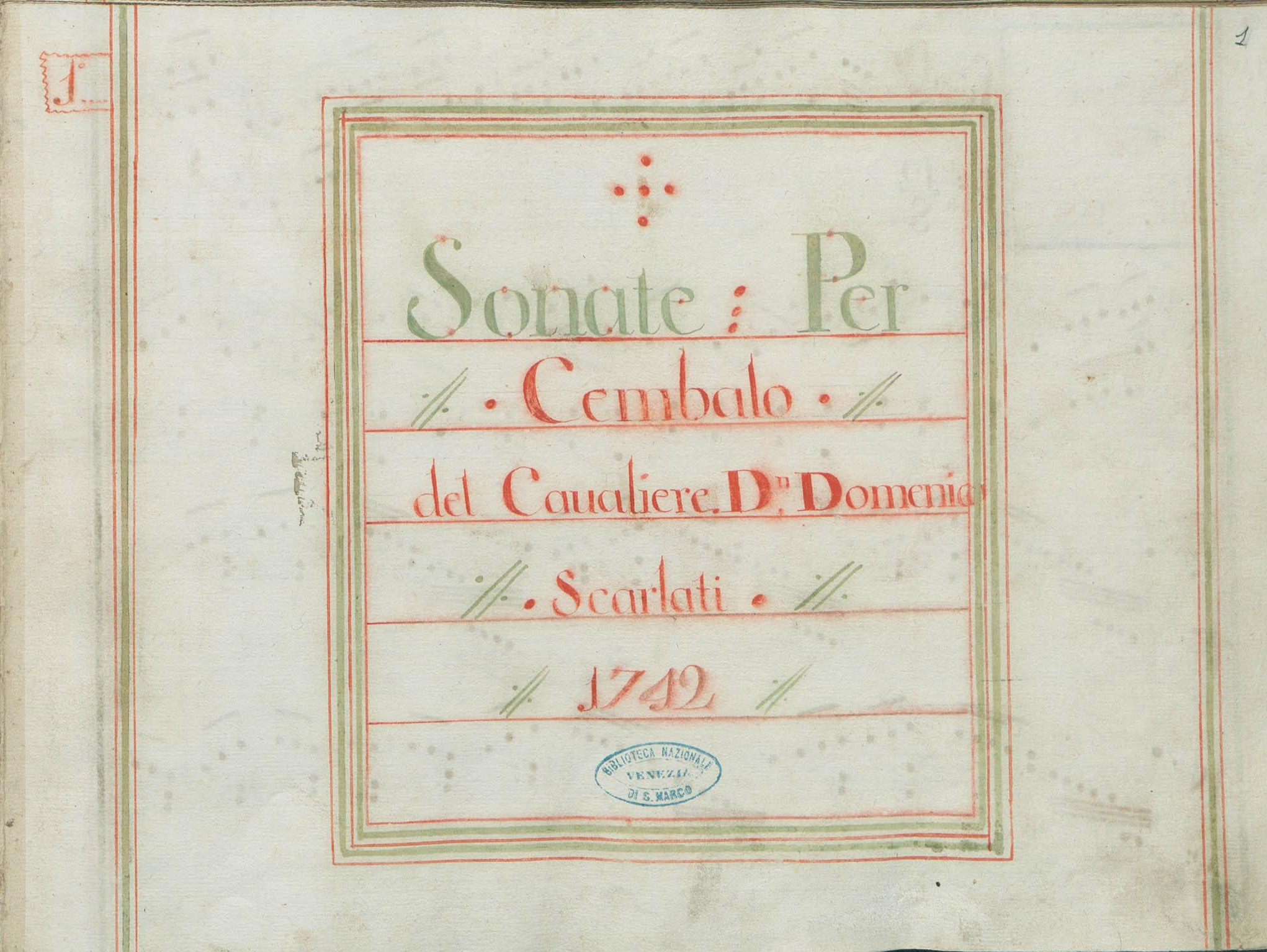
Page de titre du volume XIV (Venise).
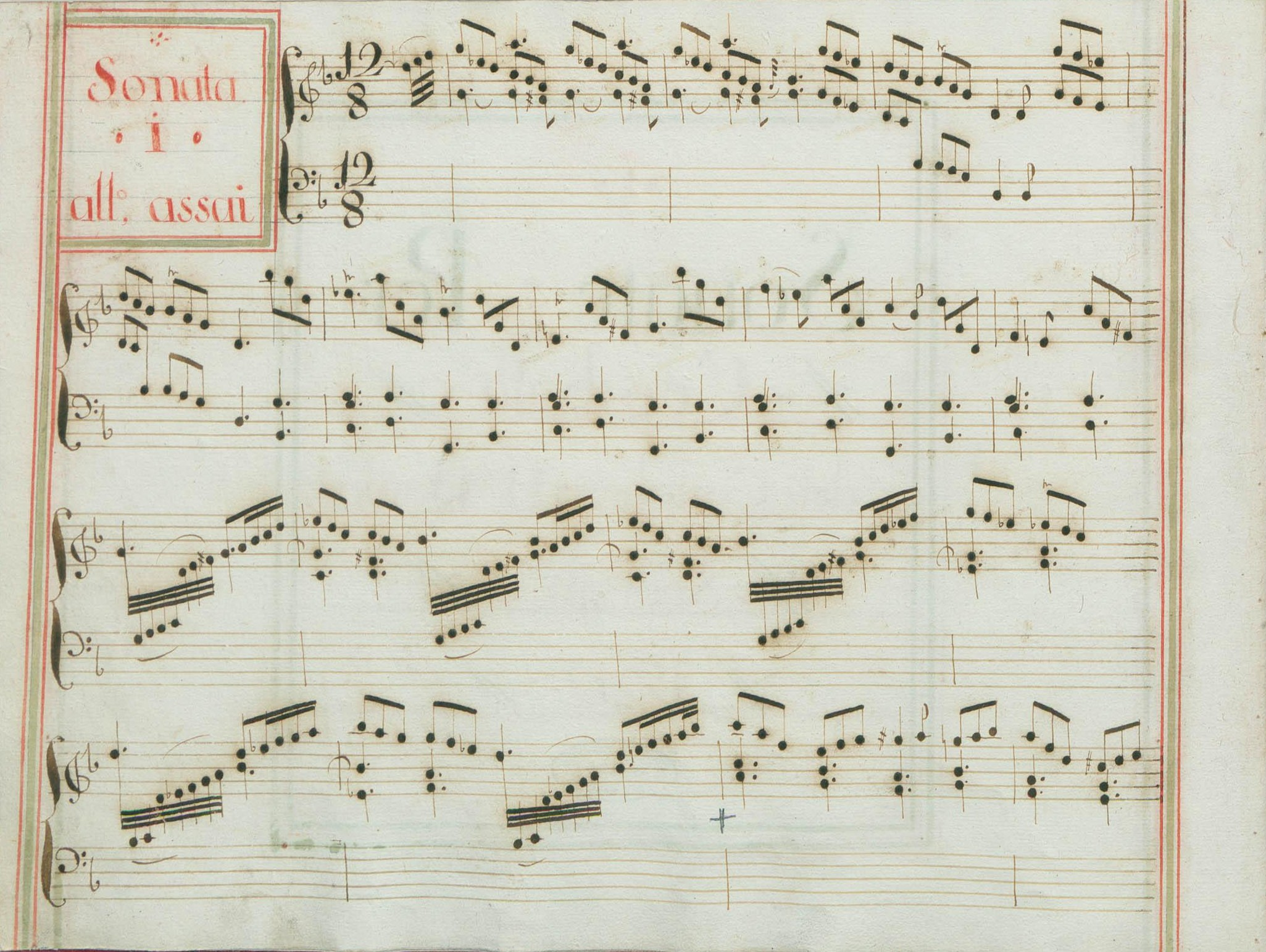
Venise XIV 1.

## Interprètes
La sonate K. 43 est défendue au piano, notamment par John McCabe (1981, Divin Art), Carlo Grante (2009, Music & Arts, vol. 2), Alice Ader (2010, Fuga Libera), Orion Weiss (2013, Naxos, vol. 15) et Christian Ihle Hadland (2018, Simax).
Au clavecin, elle est interprétée par Scott Ross (1985, Erato), Pierre Hantaï (1992, Astrée), Ottavio Dantone (1997, Stradivarius), Richard Lester (2005, Nimbus, vol. 6), Pieter-Jan Belder (Brilliant Classics), Francesco Cera (2013, Tactus, vol. 1), Stefano Innocenti (2013, Brilliant Classics), Andrés Alberto Gómez (2018, Several Records) et Cristiano Gaudio (2020, L'Encelade).
David Schrader (1997, Cedille) et Aline Zylberajch (2003, Ambronay) l'ont enregistrée au piano-forte.

## Sources
: document utilisé comme source pour la rédaction de cet article.
- Ralph Kirkpatrick (trad. de l'anglais par Dennis Collins), Domenico Scarlatti, Paris, Lattès, coll. « Musique et Musiciens », 1982 (1re éd. 1953 (en)), 493 p. (ISBN 978-2-7096-0118-4, OCLC 954954205, BNF 34689181).
- Alain de Chambure, « Domenico Scarlatti : Intégrale des sonates — Scott Ross », Erato (2564-62092-2), 1985 (OCLC 891183737) .
- (es) Celestino Yáñez Navarro (thèse), Nuevas aportaciones para el estudio de las sonatas de Domenico Scarlatti. Los manuscritos del Archivo de Música de las Catedrales de Zaragoza, Université autonome de Barcelone, 2016 (lire en ligne)